# Epimedium rhizomatosum
Epimedium rhizomatosum là một loài thực vật có hoa trong họ Hoàng mộc. Loài này được Stearn mô tả khoa học đầu tiên năm 1998.